# Мышцы туловища человека
Мышцы туловища, также как и мышцы шеи, разделяют на две группы: собственные мышцы и мышцы-пришельцы.
Собственные мышцы лежат очень глубоко, на самых костях осевого скелета, и своими сокращениями приводят в движение главным образом скелет туловища и головы. Мышцы-пришельцы при развитии зародыша появляются на туловище позднее и поэтому располагаются на поверхности его собственной мускулатуры. Мышцы-пришельцы отличаются от собственных мышц тем, что связаны, главным образом, с работой верхних конечностей, хотя способны при определённых условиях приводить в движение туловище и голову. Собственные мышцы находятся во всех областях туловища; мышцы-пришельцы располагаются на груди, спине и шее.
Мышцы, расположенные вдоль срединной линии туловища, имеют продольное направление волокон, а находящиеся сбоку — косое.

## Мышцы груди

### Собственные мышцы
Волокна собственных мышц груди лежат в трёх пересекающихся направлениях. Такое строение упрочивает грудную стенку.
| Мышца                                                                             | Начало | Прикрепление                              | Функция |
| --------------------------------------------------------------------------------- | --- | ----------------------------------------- | --- |
| Наружные межрёберные мышцы                                                        | Нижний край вышележащего ребра                                                                                          | Верхний край нижележащего ребра           | При сокращении поднимают рёбра, увеличивая объём грудной клетки в переднезаднем и поперечном направлениях. Одни из основных мышц вдоха.                                              |
| Мышцы, поднимающие рёбра                                                          | Поперечные отростки грудных позвонков                                                                                   | Угол близлежащего ребра                   | При сокращении поднимают рёбра, увеличивая объём грудной клетки в переднезаднем и поперечном направлениях. Одни из основных мышц вдоха.                                              |
| Внутренние межрёберные мышцы                                                      | Верхний край нижележащего ребра                                                                                         | Нижний край вышележащего ребра            | Сокращаясь, опускают рёбра и, уменьшая размер грудной клетки, способствуют выдоху.                                                                                                   |
| Самые внутренние межрёберные мышцы (внутренние пучки внутренних межрёберных мышц) | Верхний край нижележащих рёбер                                                                                          | Нижний край вышележащих рёбер             | Сокращаясь, опускают рёбра и, уменьшая размер грудной клетки, способствуют выдоху.                                                                                                   |
| Поперечная мышца груди                                                            | Мечевидный отросток грудины                                                                                             | Внутренняя поверхность хрящей II—VI рёбер | Опускает рёбра, способствует выдоху. |
| Подрёберные мышцы                                                                 | X—XII ребра возле их углов (внутренняя поверхность)                                                                     | Внутренняя поверхность вышележащих рёбер  | Опускают рёбра. |
| Диафрагма (грудобрюшная преграда)                                                 | Грудина, рёбра, поясничные позвонки                                                                                     | Образует сухожильный центр                | Основная дыхательная мышца. При сокращении её купол опускается, и вертикальный размер грудной клетки увеличивается; при этом лёгкие механически растягиваются и осуществляется вдох. |
| Большая грудная мышца                                                             | Медиальная половина ключицы, рукоятка и тело грудины, хрящи II—VII рёбер, передняя стенка влагалища прямой мышцы живота | Гребень большого бугорка плечевой кости   | Приводит плечо к туловищу, опускает поднятое плечо. При фиксированных верхних конечностях приподнимает рёбра, участвует в акте вдоха.                                                |

### Мышцы-пришельцы
Мышцы-пришельцы, покрывающие собственные мышцы груди, являются у человека мощно развитыми. Они приводят в движение и укрепляют на туловище верхние конечности.
| Мышца                   | Начало                                                  | Прикрепление                             | Функция |
| ----------------------- | ------------------------------------------------------- | ---------------------------------------- | --- |
| Большая грудная мышца   | Грудинная часть ключицы, край грудины, хрящи V—VI рёбер | Гребень большого бугорка плечевой кости  | Сокращаясь, мышца приводит и пронирует плечо, тянет его вперёд. |
| Малая грудная мышца     | II—V рёбра                                              | Клювовидный отросток                     | При сокращении тянет лопатку вниз и вперёд. |
| Передняя зубчатая мышца | II—IX рёбра                                             | Медиальный край лопатки и её нижний угол | При сокращении мышца тянет лопатку вперёд, а её нижний угол — наружу, благодаря чему лопатка вращается вокруг сагитальной оси и её латеральный угол поднимается. В случае, если рука отведена, мышца, вращая лопатку, поднимает руку выше уровня плечевого сустава. |

## Мышцы живота
Брюшная стенка образована группой собственных мышц живота. Наружную и внутреннюю косые и поперечные мышцы называют «широкими мышцами живота». Сухожильные волокна их апоневрозов, переплетаясь спереди, образуют посередине брюшной стенки белую линию живота. Широкие мышцы имеют косое направление волокон и лежат, как и на груди, в три слоя, причём наружная косая мышца живота — продолжение наружных межрёберных мышц, внутренняя косая — внутренних межрёберных, а поперечная мышца живота — одноимённой мышцы груди. Квадратная мышца поясницы образует заднюю брюшную стенку. Нижняя стенка брюшной полости (или дно малого таза) называется «промежностью».
| Мышца                         | Начало                                                               | Прикрепление                                             | Функция |
| ----------------------------- | -------------------------------------------------------------------- | -------------------------------------------------------- | --- |
| Прямая мышца живота           | Лобковая кость                                                       | Хрящи V—VII рёбер, мечевидный отросток грудины           | Сближая края таза и грудной клетки, сгибает позвоночный столб, то есть работает как антагонист мышцы — разгибателя спины. При фиксированной грудной клетке поднимает таз. |
| Пирамидальная мышца           | Лобковый гребень                                                     | Белая линия живота                                       | Рудимент сумочной мышцы млекопитающих, нередко отсутствует. При сокращении натягивает белую линию живота. |
| Наружная косая мышца живота   | Наружная поверхность V—XII рёбер                                     | Подвздошный гребень, лобковый симфиз, белая линия живота | При обычных положениях, когда опорой служит таз, поворачивают и наклоняют грудную клетку в левую и правую стороны. В случаях, когда опорой служит грудная клетка, а таз c ногами «подвешен» к ней (например, на турнике, брусьях и т. п.), приподнимают таз c ногами и поворачивают его в обе стороны. |
| Внутренняя косая мышца живота | Подвздошный гребень                                                  | Хрящи нижних рёбер, белая линия живота                   | При обычных положениях, когда опорой служит таз, поворачивают и наклоняют грудную клетку в левую и правую стороны. В случаях, когда опорой служит грудная клетка, а таз c ногами «подвешен» к ней (например, на турнике, брусьях и т. п.), приподнимают таз c ногами и поворачивают его в обе стороны. |
| Поперечная мышца живота       | Внутренняя поверхность VI—XII рёбер, подвздошный гребень             | Белая линия живота                                       | Напрягается при втягивании нижней части живота. В момент сокращения сжимает внутренние органы. Это способствует освобождению лёгких от воздуха, в результате чего происходит форсированный выдох. |
| Квадратная мышца поясницы     | Подвздошный гребень, поперечные отростки нижних поясничных позвонков | XII ребро, II—IV поясничные позвонки, тело XII позвонка  | Тянет подвздошную кость кверху, а XII ребро — книзу; участвует в боковых сгибаниях поясничной части позвоночного столба; при двустороннем сокращении тянет поясничный отдел позвоночного столба назад.                                                                                                 |

## Мышцы спины
К мышцам спины также традиционно относят мышцы, лежащие на шее сзади от позвоночника.

### Собственные мышцы вентрального происхождения
| Мышца                         | Начало                                                                                      | Прикрепление | Функция                                                                |
| ----------------------------- | ------------------------------------------------------------------------------------------- | ------------ | ---------------------------------------------------------------------- |
| Задняя верхняя зубчатая мышца | От нижней части выйной связки, двух (одного) нижних шейных и двух верхних грудных позвонков | II—V рёбра   | Приподнимает II—V рёбра, расширяя грудную клетку при дыхательном акте. |
| Задняя нижняя зубчатая мышца  | От остистых отростков 2 (1) нижних грудных позвонков и 2 (3) верхних поясничных             | IX—XII рёбра | Опускает IX—XII рёбра, сужая грудную клетку при дыхательном акте.      |

### Собственные мышцы дорсального происхождения (глубокие мышцы спины)

#### I тракт
| Мышца                 | Начало                                                                             | Прикрепление                                                     | Функция |
| --------------------- | ---------------------------------------------------------------------------------- | ---------------------------------------------------------------- | --- |
| Ременная мышца головы | От выйной связки, остистых отростков 3 нижних шейных и 3 верхних грудных позвонков | Затылочная кость                                                 | Поворот, наклон головы вбок, при двустороннем сокращении — разгибание шейного отдела.                                                |
| Ременная мышца шеи    | От остистых отростков 3—5 грудных позвонков                                        | Задние бугорки поперечных отростков 2—3 верхних шейных позвонков | При двустороннем сокращении тянет голову и шею назад, при одностороннем сокращении — тянет в свою сторону, поворачивая голову и шею. |

#### II тракт
| Мышца                           | Начало                                                                                | Прикрепление                                                                      | Функция |
| ------------------------------- | ------------------------------------------------------------------------------------- | --------------------------------------------------------------------------------- | --- |
| Мышца, выпрямляющая позвоночник | Остистые отростки поясничных и нижних грудных позвонков, крестец, подвздошный гребень | Углы рёбер, поперечные отростки VI—VII шейных позвонков                           | Удерживает тело в вертикальном положении, разгибает позвоночник. |
| Подвздошно-рёберная мышца       | Остистые отростки поясничных и нижних грудных позвонков, крестец, подвздошный гребень | Поперечные отростки грудных и шейных позвонков, углы II—XII рёбер, височная кость | Вместе с остальными частями мышцы, выпрямляющей позвоночник, разгибает позвоночник; при одностороннем сокращении наклоняет позвоночник в свою сторону, опускает рёбра. Нижние пучки этой мышцы, оттягивая и укрепляя рёбра, создают опору для диафрагмы. |
| Длиннейшая мышца                | Остистые отростки поясничных и нижних грудных позвонков, крестец, подвздошный гребень | Поперечные отростки грудных и шейных позвонков, углы II—XII рёбер                 | Вместе с остальными частями мышцы, выпрямляющей позвоночник, разгибает позвоночник; при одностороннем сокращении наклоняет позвоночник в свою сторону, опускает рёбра. Нижние пучки этой мышцы, оттягивая и укрепляя рёбра, создают опору для диафрагмы. |
| Остистая мышца                  | Остистые отростки поясничных и нижних грудных позвонков, крестец, подвздошный гребень | Остистые отростки грудных и шейных позвонков, затылочная кость                    | Разгибает позвоночник. |

#### III тракт
| Мышца                          | Начало                        | Прикрепление                            | Функция |
| ------------------------------ | ----------------------------- | --------------------------------------- | --- |
| Поперечно-остистая мышца спины | Поперечные отростки позвонков | Остистые отростки вышележащих позвонков | При двустороннем сокращении разгибает соответствующий отдел позвоночника; при одностороннем — наклоняет позвоночник в свою сторону. |

#### IV тракт
| Мышца                                | Начало                        | Прикрепление                              | Функция                               |
| ------------------------------------ | ----------------------------- | ----------------------------------------- | ------------------------------------- |
| Межпоперечные мышцы                  | Поперечные отростки позвонков | Поперечные отростки вышележащих позвонков | Наклоняют позвоночник в свою сторону. |
| Межостистые мышцы                    | Остистые отростки позвонков   | Остистые отростки вышележащих позвонков   | Разгибают позвоночник.                |
| Короткие затылочно-позвоночные мышцы |                               |                                           | Разгибают и вращают голову            |

### Мышцы-пришельцы

#### Поверхностный слой
| Мышца                  | Начало | Прикрепление                                         | Функция                                                                              |
| ---------------------- | --- | ---------------------------------------------------- | ------------------------------------------------------------------------------------ |
| Трапециевидная мышца   | Нижняя часть затылочной кости, остистые отростки VII шейного и всех грудных позвонков                          | Акромиальный конец ключицы, акромион, ость лопатки   | Вращает, приводит к позвоночнику, поднимает и опускает лопатку; поворачивает голову. |
| Широчайшая мышца спины | Остистые отростки шести нижних грудных и всех поясничных позвонков, крестец, подвздошный гребень, IX—VII рёбра | Гребень малого бугорка плечевой кости (проксимально) | Приводит плечо к туловищу, вращает его внутрь.                                       |

#### Второй слой
| Мышца                      | Начало                                                | Прикрепление            | Функция |
| -------------------------- | ----------------------------------------------------- | ----------------------- | --- |
| Ромбовидная мышца          | Остистые отростки VII шейного и I—V грудных позвонков | Медиальный край лопатки | Приближает лопатку к позвоночнику, одновременно перемещая её вверх.                                                                              |
| Мышца, поднимающая лопатку | Поперечные отростки четырёх верхних шейных позвонков  | Верхний угол лопатки    | Поднимает лопатку, одновременно приближая её к позвоночнику; при укрепленной лопатке наклоняет кзади и в свою сторону шейную часть позвоночника. |